# Macrosiphoniella glabra
Macrosiphoniella glabra är en insektsart som först beskrevs av David D. Gillette och Palmer 1928.  Macrosiphoniella glabra ingår i släktet Macrosiphoniella och familjen långrörsbladlöss. Inga underarter finns listade i Catalogue of Life.